# Birkfeld
Birkfeld è un comune austriaco di 5 050 abitanti nel distretto di Weiz, in Stiria; ha lo status di comune mercato (Marktgemeinde). Il 1º gennaio 2015 ha inglobato i comuni soppressi di Gschaid bei Birkfeld, Haslau bei Birkfeld, Koglhof e Waisenegg.